# 사와메역
사와메역(일본어: 沢目駅)은 일본 아키타현 야마모토군 핫포정에 위치한 동일본 여객철도 고노 선의 철도역이다. 단선 승강장 1면 1선의 구조를 갖춘 지상역이다.

## 역 주변
- 국도 제101호선

## 역사
- 1926년 4월 26일 : 일본 철도성의 역으로서 야마모토 군 사와메 촌에 개업.
- 1986년 11월 1일 : 전자 폐색 도입에 의해 노시로 역 - 이와다테역 간 1폐색에 의해 운전 취급 폐지, 간이 위탁화.
- 1987년 4월 1일 : 일본국유철도 분할 민영화에 의해, 동일본 여객철도가 승계.

## 인접 역
| 동일본 여객철도 고노 선    | 동일본 여객철도 고노 선 | 동일본 여객철도 고노 선    |
| -------------------------- | ----------------------- | -------------------------- |
| 도리가타 히가시노시로 방면 | 고노 선                 | 히가시하치모리 가와베 방면 |